# Jasienica (Silezië)
Jasienica is een dorp in het Poolse woiwodschap Silezië, in het district Bielski (Silezië). De plaats maakt deel uit van de gemeente Jasienica en telt 4 750 inwoners.

## Verkeer en vervoer
- Station Jaworze Jasienica